# 1664 w literaturze
Wydarzenia literackie w 1664 roku.

## Nowe książki
- polskie

## Urodzili się
- Matthew Prior, poeta angielski